# Flammes dans la rue
Pour plus de détails, voir Fiche technique et Distribution.
Flammes dans la rue (Flame in the Streets) est un film britannique réalisé par Roy Ward Baker, sorti en 1961.

## Synopsis
Notting Hill, Londres 1959. Un groupe d'enfants prépare un énorme feu de joie dans la rue pour la nuit de Guy Fawkes.
Kathie Palmer, une enseignante de 24 ans, est tombée amoureuse de son collègue noir Peter Lincoln. Jusqu'ici, Kathie a réussi à garder secrète sa relation avec Peter, mais une voisine particulièrement bavarde voit le couple sur le chemin du retour et en touche un mot à la mère de Kathie, Nell Palmer.
Le père de Kathie, Jacko Palmer, est le délégué syndical de l'usine locale. Il souhaite donner une promotion à Gabriel Gomez, un ouvrier noir, en le nommant contremaître. Il sait qu'il fera face à une opposition parce que certains travailleurs ont exprimé leur refus de suivre les ordres d'un black. Gomez est déjà temporairement promu à ce poste et quelques travailleurs blancs ont formé un groupe de dissidents qui ont l'intention de voter contre cette promotion.
Après avoir entendu que Kathie a été vue avec un homme noir, l'humeur et le comportement de Nell changent. Elle est profondément préoccupée par la couleur du petit ami de Kathie. À plusieurs reprises au cours de la soirée, Nell essaie de poser des questions à Kathie au sujet de l'homme avec lequel elle a été vue. Kathie évite délibérément la question.
Dans un moment d'inattention, Kathie laisse échapper à son père qu'elle voit quelqu'un et que c'est assez sérieux. Jacko est exalté et parle de mariage. Gomez se dispute avec sa femme enceinte Judy, qui est blanche. Plus tard, Gomez refuse d'aller à la réunion de la section syndicale au cours de laquelle sa promotion sera discutée, mais après une autre dispute avec sa femme, il est persuadé d'y aller.
Lors de la réunion, il y a beaucoup d'opposition à la promotion de Gomez mais un discours enthousiaste de Jacko dans lequel il cite l'égalité comme principe fondateur du syndicalisme, change complètement le consensus général et la promotion de Gomez est ratifiée par un vote.
Dans les rues, un groupe d'enfants et de familles allume le feu de joie et lance des feux d'artifice. Trois blancs d'une autre partie de la ville tentent de perturber les festivités en lançant des pétards dans la foule. Ils s'attaquent à un passant noir isolé, mais celui-ci est défendu par trois hommes blancs. Ils partent, en promettant de revenir avec d'autres.
De retour à la maison, Jacko apprend la vérité sur le petit ami de Kathie. Kathie est confrontée à ses parents et admet que son petit ami est noir. Nell est maintenant en colère et au bord de l'hystérie. Elle se lance dans une violente diatribe raciste et Kathie quitte la maison quand Nell lui dit qu'elle n'acceptera jamais son petit ami noir. Jacko est tellement choqué et consterné par les mots de sa femme qu'il en est momentanément stupéfait. S'étonnant de la profondeur des préjugés de sa femme, il sort retrouver Kathie.
Jacko va à l'appartement de Peter où il trouve Kathie. Il demande s'ils s'aiment suffisamment pour faire face aux préjugés qu'ils rencontreront s'ils se marient. Les deux affirment leur amour et insistent sur le fait qu'ils sont prêts à tout. Il accepte de les soutenir et les persuade de rentrer avec lui.
Dans la rue, les trois jeunes sont revenus accompagnés. Un groupe d'hommes noirs se rassemble pour défendre les lieux. Une grande bagarre éclate dans les rues. Gomez tente sans succès d'arrêter le combat. Jacko et Peter sont pris dans la mêlée alors qu’ils rentrent chez eux. Gomez est poussé dans le feu de joie et est gravement brûlé. La police arrive et les perturbateurs s'enfuient. Une ambulance arrive et emmène Gomez à l'hôpital.
En rentrant chez lui après beaucoup d’efforts, Jacko persuade Nell d'affronter Peter en vue de l’accepter.

## Fiche technique
- Titre original : Flame in the Streets
- Titre français : Flammes dans la rue
- Réalisation : Roy Ward Baker
- Scénario : Ted Willis, d'après sa pièce Hot Summer Night
- Direction artistique : Alex Vetchinsky
- Décors : Arthur Taksen
- Costumes : Yvonne Caffin
- Photographie : Christopher Challis
- Son : Gordon K. McCallum, Dudley Messenger
- Montage : Roger Cherrill
- Musique : Philip Green
- Production : Roy Ward Baker
- Production associée : Jack Hanbury
- Production exécutive : Earl St. John
- Société de production : The Rank Organisation, Somerset Films
- Société de distribution : J. Arthur Rank Film Distributors
- Pays d'origine :  Royaume-Uni
- Langue originale : anglais
- Format : couleur (Eastmancolor) — 35 mm — 2,35:1 (CinemaScope) — son mono
- Genre : drame
- Durée : 93 minutes
- Dates de sortie : 
  - Royaume-Uni : 20 juin 1961
  - France : 29 mars 1963

## Distribution
- John Mills : Jacko Palmer
- Sylvia Syms : Kathie Palmer
- Brenda de Banzie : Nell Palmer
- Earl Cameron : Gabriel Gomez
- Johnny Sekka : Peter Lincoln
- Ann Lynn : Judy Gomez
- Wilfrid Brambell : M. Palmer, le père de Jacko
- Meredith Edwards : Harry Mitchell
- Newton Blick : Visser
- Glyn Houston : Hugh Davies